# Washington Redskins 1945
La stagione 1945 dei Washington Redskins è stata la 14ª della franchigia nella National Football League e la settima a Washington. Sotto la direzione del capo-allenatore Dudley DeGroot la squadra ebbe un record di 8-2, terminando prima nella NFL Eastern. Si qualificò così per la finale di campionato dove fu sconfitta dai Cleveland Rams per 15-14. Sarebbe stata l'ultima apparizione ai playoff dei Redskins per oltre un quarto di secolo, fino al 1971.

## Calendario
| Stagione regolare |                    |                        |                    |                    |                    |                    |                    |
| Turno             | Data               | Avversario             | Risultato          | Record             | Stadio             | Pubblico           | Sintesi            |
| 1                 | Settimana di pausa | Settimana di pausa     | Settimana di pausa | Settimana di pausa | Settimana di pausa | Settimana di pausa | Settimana di pausa |
| 2                 | Settimana di pausa | Settimana di pausa     | Settimana di pausa | Settimana di pausa | Settimana di pausa | Settimana di pausa | Settimana di pausa |
| 3                 | 7 ottobre          | at Boston Yanks        | S 20–28            | 0–1                | Fenway Park        | 22,685             | Recap              |
| 4                 | 14 ottobre         | at Pittsburgh Steelers | V 14–0             | 1–1                | Forbes Field       | 14,050             | Recap              |
| 5                 | 21 ottobre         | Philadelphia Eagles    | V 24–14            | 2–1                | Griffith Stadium   | 34,788             | Recap              |
| 6                 | 28 ottobre         | at New York Giants     | V 24–14            | 3–1                | Polo Grounds       | 55,641             | Recap              |
| 7                 | 4 novembre         | Chicago Cardinals      | V 24–21            | 4–1                | Griffith Park      | 35,000             | Recap              |
| 8                 | 11 novembre        | Boston Yanks           | V 34–7             | 5–1                | Griffith Park      | 34,788             | Recap              |
| 9                 | 18 novembre        | Chicago Bears          | V 28–21            | 6–1                | Griffith Park      | 34,788             | Recap              |
| 10                | 25 novembre        | at Philadelphia Eagles | S 0–16             | 6–2                | Shibe Park         | 37,306             | Recap              |
| 11                | 2 dicembre         | Pittsburgh Steelers    | V 24–0             | 7–2                | Griffith Stadium   | 34,788             | Recap              |
| 12                | 9 dicembre         | New York Giants        | V 17–0             | 8–2                | Griffith Stadium   | 34,788             | Recap              |

Nota: gli avversari della propria division sono in grassetto.

### Playoff
| Playoff |             |                |           |                             |          |         |
| Turno   | Data        | Avversario     | Risultato | Stadio                      | Pubblico | Sintesi |
| Finale  | 16 dicembre | Cleveland Rams | S 6–14    | Cleveland Municipal Stadium | 32,178   | Recap   |

## Classifiche
| NFL Eastern         |   |   |   |      |       |     |     |     |
|                     | V | S | P | %    | DIV   | PF  | PS  | STR |
| Washington Redskins | 8 | 2 | 0 | .800 | 6–2   | 209 | 121 | V2  |
| Philadelphia Eagles | 7 | 3 | 0 | .700 | 5–2   | 272 | 133 | V1  |
| Yanks               | 3 | 6 | 1 | .333 | 3–2–1 | 123 | 211 | S5  |
| New York Giants     | 3 | 6 | 1 | .333 | 2–4–1 | 179 | 198 | S1  |
| Pittsburgh Steelers | 2 | 8 | 0 | .200 | 1–7   | 79  | 220 | S3  |

Note: I pareggi non venivano conteggiati ai fini della classifica fino al 1972.